# Film antologie
Un film de antologie (în engleză anthology film, omnibus film, package film sau portmanteau film) este un film de lung metraj format din mai multe filme scurte diferite, adesea legate împreună doar de o singură temă, premisă sau un scurt eveniment de centralizare (de multe ori un punct de cotitură). Uneori, fiecare film scurt are alt regizor.

## Listă de filme antologie
- Waxworks (1924)
- De-aș avea un milion (1932)
- Fantasia (1940)
- Forever and a Day (1943)
- Dead of Night (1945)
- Paisà (1946)
- L'Amore (1948)
- Casă plină (1952)
- L'amore in città (1953)
- Siamo donne (1953)
- Secrets d'alcôve (1954)

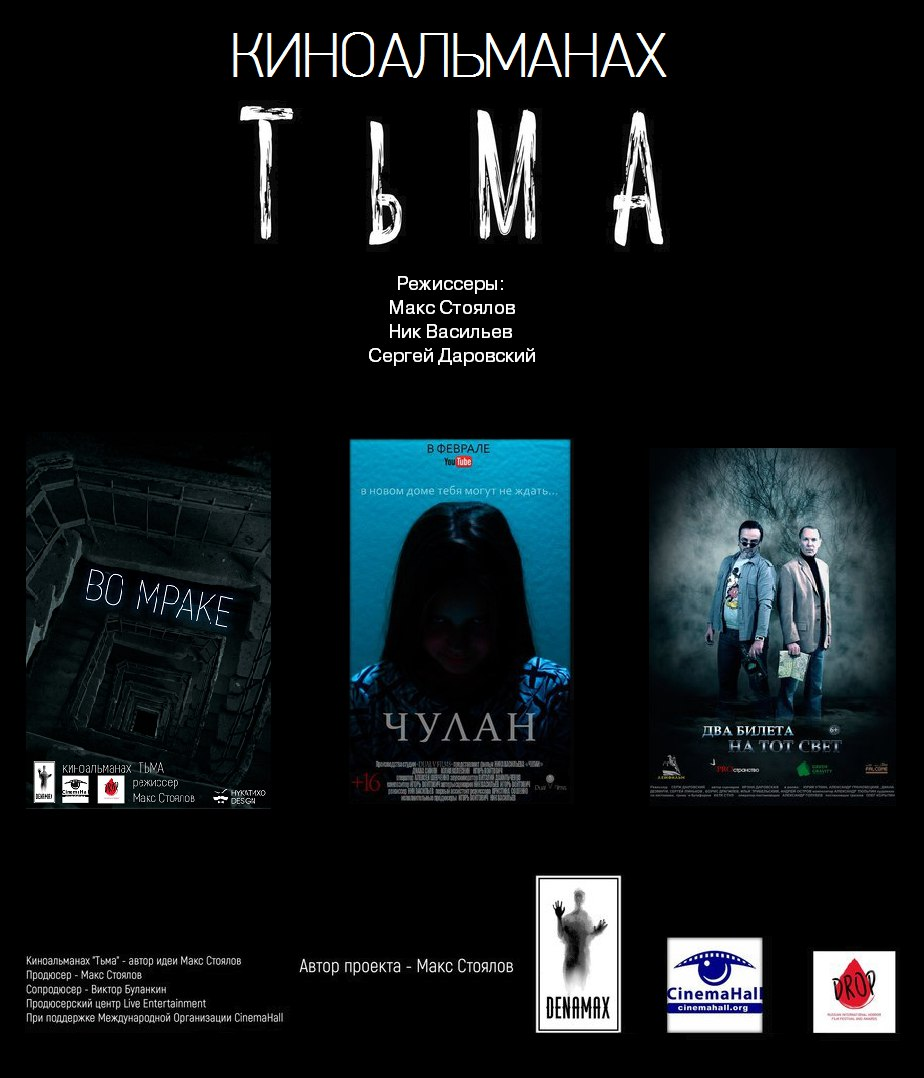

- 1955 Trei întâmplări (Three in One), regia Cecil Holmes
- 1962 Dracul și cele 10 porunci (Le diable et les dix commandements), regia Julien Duvivier
- Les plus belles escroqueries du monde (1964)
- Dr. Terror's House of Horrors (1965)
- Grădina torturii (1967)
- Histoires extraordinaires, română Povestiri extraordinare (1968)
- The House That Dripped Blood (Casa care picura sânge, 1971)
- Asylum (1972)
- The Vault of Horror (Povești din criptă II, 1972)
- Tales That Witness Madness (1973)
- From Beyond the Grave (1974)
- Trilogy of Terror (1975)
- Tufă de Veneția (1977, r. Petre Bokor)
- The Monster Club (1980)
- Creepshow (1982)
- Zona crepusculară: Filmul (1983)
- Nightmares (1983)
- Cat's Eye (1985)
- Deadtime Stories (1986)
- Creepshow 2 (1987)
- From a Whisper to a Scream (1987)
- Body Bagsw (1993)
- Tales from the Hood (1995)
- Campfire Tales (1997)
- Fantasia 2000
- Terror Tract (2000)
- Ten Minutes Older: The Trumpet (2002)
- Creepshow III (2007)
- Tokyo! (2008)
- New York, I Love You (2009)
- Rio, Eu Te Amo (2009)
- The ABCs of Death (2012)
- V/H/S (2012)
- Where the Dead Go to Die (2012)
- The Turning (2013)
- Tale of Tales, italiană Il racconto dei racconti (2013)
- Holidays (2015)
- When Black Birds Fly (2015)

## Vezi și
- Listă de filme antologie de groază